# North Mississippi Allstars
Die North Mississippi Allstars sind eine Blues-Rock-Jamband aus Hernando, Mississippi. Die Band wurde bisher dreimal für den Grammy nominiert, ihr 2005er Album Electric Blue Watermelon erreichte den ersten Platz der Billboard-Blues Charts.
Die Band besteht aus den Brüdern Luther (Gitarre, Gesang, Cigar box guitar) und Cody Dickinson (Schlagzeug) und Ron Johnson (Bass). Letzter ersetzte 2015 Chris Chew. Der zweite Gitarrist Duwayne Burnside hat die Band bereits zuvor verlassen. Burnside ist der Sohn der Blues-Legende R. L. Burnside, der selbst bei einigen Stücken der Band mitspielte.
Gitarrist Luther Dickinson spielte 2007 die Lead-Gitarre auf dem Album Warpaint der Black Crowes ein und stieg 2008 als Live-Gitarrist bei der Band ein. Er ersetzt Marc Ford, der 2006 die Band verlassen hatte und übergangsweise von Paul Stacey abgelöst wurde.
Cody Dickinson gründete ein Nebenprojekt namens Hill Country Revue mit den Musikern Chris Chew, Kirk Smithhart, Ed Cleveland und Daniel Robert Coburn.

## Diskografie
- 2000: Shake Hands With Shorty (Tone-Cool) Living Blues Award 2001 Best Debut Album
- 2001: 51 Phantom (Uni/Tone)
- 2003: Polaris (Artemis)
- 2004: Hill Country Revue: Live at Bonnaroo (ATO)
- 2005: Electric Blue Watermelon (Ato)
- 2008: Hernando
- 2009: Do It Like We Used to Do: Live 96-08
- 2011: Keys To The Kingdom (Songs Of The South)
- 2013: World Boogie Is Coming
- 2015: Freedom & Dreams mit Anders Osborne
- 2017: Prayer for Peace
- 2019: Up And Rolling
- 2022: Set Sail
- 2025: Still Shakin’